# 弗羅倫斯·南丁格爾獎章
弗罗伦斯·南丁格尔奖章（英語：Florence Nightingale Medal）是以佛蘿倫絲·南丁格爾為名的护理领域国际奖章，授予在护理领域取得突出成就的女士。

## 历史
1907年，在伦敦举行的第八届红十字国际大会上，与会代表决定创立纪念性的国际南丁格尔奖章来表彰在护理领域取得突出成就的女士。随后1912年，红十字国际委员会创立了弗洛伦斯·南丁格尔奖章。这是护士能够获得的最高国际荣誉，奖章颁发给护士或护理人员，他们应“具有非凡的勇气和献身精神，致力于救护伤病员、残疾人或战争与灾害的受害者”或“在公共卫生或护理教育方面做出模范工作或富于首创精神”。
最初计划每年颁发6枚奖章，但由于第一次世界大战，1920年第一次颁奖时颁发了42枚奖章。
最初奖章只颁发给女护士，直到1991年才修改了规则。根据新规则，奖章面向男女护士，每两年颁发一次，每次最多颁发50枚。奖章是镀金镀银的，呈尖椭圆光轮形，正面有南丁格尔肖像及“纪念弗洛伦斯·南丁格尔，1820年至1910年”的字样。反面周圈刻有“永志人道慈悲之真谛”，中间刻着奖章持有者的姓名和颁发日期。由红白相间的绶带将奖章与绿色月桂叶环绕的红十字连接在一起，同奖章一道颁发的还有一张羊皮纸印制的证书。从1927年起，还同时颁发一枚可以佩戴的小奖章。通常，国家元首在该国的颁奖仪式上颁发奖章和证书，以便“确保按照创始人的意愿举办一个正式的颁奖仪式”。
2007年，第41届，来自18个国家的35人获奖，获奖者总人数达到1309人。
2009年，第42届，来自15个国家的28人获奖（首次颁发给一位阿富汗护士），获奖者总人数达到1337人。
2011年，第43届，来自19个国家的39人获奖（首次颁发给两名肯尼亚护士），获奖者总人数达到1376人。
2013年，第44届，来自16个国家的32人获奖（包括一位已故的英国红十字会代表），获奖者总人数达到1408人。